# Kaiserkult
Der Kaiserkult (auch Herrscherkult) war eine kultische Verehrung der Kaiser des Römischen Reichs. Man brachte den toten oder lebenden Herrschern Opfer dar, betete teils ihr Bildnis an und machte sie dadurch zwar nicht zu einem Gott (deus), wohl aber zu einem Vergöttlichten (divus).

## Geschichte

### Der hellenistische Herrscherkult
Der römische Kaiserkult ist eine Sonderform des in der Antike verbreiteten Herrscherkults und geht indirekt unter anderem auf den Makedonen Alexander den Großen zurück. Dieser hatte laut Autoren wie Arrian bereits zu Lebzeiten seine eigene Vergöttlichung gefordert. Nach seinem Tod, so glaubte man vielfach, wurde er wegen seiner großen Taten und Hilfe für das Volk in die Göttergemeinschaft aufgenommen und leistete von dort aus seinen Verehrern weiterhin Hilfe.
Nach Alexander wurden weiteren Königen des Hellenismus kultische Ehren zuteil. Diese werden von der heutigen Forschung (siehe Chaniotis 2003) überwiegend als eine Sonderform des Euergetismus verstanden: Die Initiative zur Einrichtung eines Herrscherkultes ging zumindest in den ersten Jahrzehnten nicht vom jeweiligen König, sondern stets von der betreffenden Polis aus; diese durfte dafür durchaus Gegenleistungen vom König erwarten – entsprechend dem Grundgedanken des do ut des, der auch für die griechische Religion charakteristisch war. Eine Sonderform bildete der Dynastiekult der Ptolemäer, der stärker auf ägyptischen Traditionen fußte und die kultische Verehrung der Könige aktiv einforderte. Der Herrscherkult ermöglichte es, die Beziehung zwischen den Königen und den von ihnen kontrollierten griechischen Städten in eine äußerlich akzeptable Form zu bringen; dies war notwendig, da die Griechen die Monarchie eigentlich prinzipiell ablehnten (siehe Tyrannis). Kultische Ehrungen waren geeignet, die Abhängigkeit der Poleis und die hierarchische Beziehung zu den Königen auszudrücken, ohne die Herrschaft der Monarchen über die nominell demokratisch regierte Stadt ausdrücklich anzuerkennen.
In der Regel wurden dabei auch jene Könige, die zu Lebzeiten göttlicher Verehrung teilhaftig geworden waren, erst nach ihrem Tod vergöttlicht (Apotheose). Dass hellenistische Könige selbst zu Lebzeiten verlangten, als theoi (‚Götter‘) verehrt zu werden, war (abgesehen von Alexander selbst und den ägyptischen Herrschern) eine spätere Entwicklung (siehe etwa Antiochos I. von Kommagene). Im späten Hellenismus gewährte man übrigens auch nicht-königlichen Wohltätern kultische Verehrung, was die enge Verbindung zwischen griechischem Herrscherkult und Euergetismus unterstreicht. Orientalische Einflüsse hingegen werden zwar immer wieder diskutiert, lassen sich aber erst für den späten Hellenismus nachweisen, nicht für die Entstehungszeit der Praxis, deren Anfänge bereits vor Alexander lagen (siehe Lysander).

### Vorläufer des Kaiserkults in Rom
Wie stark der Kaiserkult vom hellenistischen Herrscherkult beeinflusst war, ist umstritten (Norena 2015). Die Römer kamen jedenfalls spätestens um 200 v. Chr. im Zuge ihrer Eroberungen mit dem griechisch-hellenistischen Herrscherkult in Berührung, der der römischen Religion bis dahin unbekannt gewesen war. Seit dem zweiten Jahrhundert vor Christus erwies das Volk in den eroberten griechischen Gebieten sowohl römischen Provinzstatthaltern (zuerst Titus Quinctius Flamininus) aufgrund von Wohltaten göttliche Verehrung als auch dem römischen Volk und der Dea Roma.
In die offizielle römische Staatsreligion aufgenommen wurde eine mögliche Vorform des Herrscherkultes um 217 v. Chr. mit dem Kult des Genius Publicus bzw. Genius Populi Romani, in dem die „Volkssouveränität“ und die Gemeinschaft des römischen Volkes gewissermaßen vergöttlicht wurden. Ob man dies in eine direkte Reihe mit dem späteren Kaiserkult stellen kann, ist umstritten.
Gaius Iulius Caesar kam zu Lebzeiten besondere Ehre zu, da er, so sagte man, von den Göttern auserwählt und mit übernatürlichen Kräften ausgestattet gewesen sei. Er erfuhr aber noch keine kultische Verehrung als vergöttlichter Herrscher. Im Jahr 42 v. Chr. (nach seiner Ermordung am 15. März 44 v. Chr.) wurde er auf Druck seines Adoptivsohnes zum Gott erhoben und ging als Divus Iulius in die römische Göttergemeinschaft ein, wobei die Römer im Übrigen stets zwischen einem deus (einem Gott) und einem divus (einem „Vergöttlichten“) unterschieden.

### Der Kaiserkult im Prinzipat
Caesars Nachfolger Augustus wurde 27 v. Chr. erster römischer Kaiser bzw. princeps und blieb es bis zu seinem Tod gut 40 Jahre später. Als Adoptivsohn Caesars nannte er sich selbst zu Lebzeiten divi filius, also „Sohn des Vergöttlichten“. Unmittelbar nach seinem Tod wurde auch er unter die Götter erhoben. Im mit dem Herrscherkult vertrauten griechischen Osten waren ihm aber bereits zu Lebzeiten entsprechende Ehrungen zuteilgeworden.
Eine göttliche Verehrung des lebenden Kaisers durch römische Bürger widersprach hingegen im Kern der Prinzipatsideologie, nach der die res publica vorgeblich noch immer bestand. Im Westen, insbesondere in Italien, gestatteten bzw. veranlassten Augustus und sein Nachfolger Tiberius ihre Verehrung zu Lebzeiten daher wohl nur in eingeschränktem Maße; erst später setzte sich der Kaiserkult dann auch hier flächendeckend durch. Im Kult des Genius Augusti wurde daher gewissermaßen das Charisma der Kaiser verehrt. Der Herrscher war seit Augustus zu Lebzeiten auch oberster Staatspriester (pontifex maximus) und konnte neue religiöse Gesetze schaffen bzw. bestehendes Recht endgültig auslegen.
Sollte ein Kaiser aufgrund seiner (angeblichen) Wohltaten für das Volk nach seinem Tod vergöttlicht werden (Apotheose bzw. Divinisierung), wurde der Leichnam des Kaisers verbrannt (Feuerbestattung). Bei dieser Zeremonie wurde ein Adler, das Symboltier Jupiters, freigelassen, welcher die Seele des Verstorbenen in das Reich der Götter bringen sollte. Der Aufstieg der Seele musste amtlich bezeugt werden. Der Senat erkannte dann den Status des toten Kaisers als divus an. Faktisch entschied aber natürlich nicht der Senat, sondern der jeweils neue Herrscher, wie mit dem Andenken seines Vorgängers zu verfahren sei. So erzwang Antoninus Pius 138 die Divinisierung des beim Senat verhassten Hadrian. Der Vergöttlichte bekam eigene Tempel und eine eigene Priesterschaft. Nach dem Tod unbeliebter Kaiser konnte der Senat umgekehrt auch die Damnatio memoriae (Verfluchung des Andenkens) beschließen, sofern dies der neue Herrscher wünschte.
Lebende Kaiser konnten formal keine Apotheose erlangen, aber sie konnten sich durch ein Hofzeremoniell mit einer Aura göttlicher Macht umgeben. Im griechischen Osten setzte sich daneben vielerorts das Prinzip des hellenistischen Herrscherkultes fast bruchlos fort. Im lateinischen Westen war die Situation komplizierter, vor allem in Rom und Italien: Die Herrscher Caligula (37–41), Nero (54–68) und Domitian (81–96) praktizierten eine besonders absolutistische Regierungsform und ließen sich schon zu Lebzeiten im Stil hellenistischer Gottkönige verehren. Sie scheiterten aber politisch weitgehend mit ihren Plänen und erhielten nach ihrem Tod keine weitere Verehrung.
Decius (Kaiser von 249–251) versuchte nach schweren Wirtschaftskrisen und Einbrüchen vor allem der Franken, Alemannen und Goten, die Reichseinheit mit einer Rückbesinnung auf die altrömische Staatsreligion zu erneuern. Dazu baute er die Sakralisierung der römischen Monarchie weiter aus: In seiner Person oder mindestens zu seinem Schutz sollte Gottes Wesen erscheinen (Epiphanie). Kaiser Aurelian (270–275) steigerte dies: Er machte den Sol invictus (übersetzt „unbesiegter Sonnengott“) zum Reichsgott, was aber nur kurzfristig gelang. Diokletian (284–305) knüpfte indirekt an die Vorstellung von den Göttern als Garanten der staatlichen Ordnung an: Er wollte die Tetrarchie von Kaisern als irdische Manifestation des göttlichen Weltregiments (von Jupiter etc.) betrachtet wissen.
Aus einer antagonistischen christlichen Geschichtsschau heraus hat sich die Vorstellung entwickelt, der Kaiserkult sei ein maßgeblicher Konfliktpunkt zwischen dem Kaiserreich und der jungen christlichen Bewegung gewesen. Diese Perspektive findet sich jedoch so nicht in den Quellen und wurde von Althistorikern weitgehend aufgegeben. Der Kaiserkult wird lediglich in drei bekannten Quellen mit der Christenverfolgung in Verbindung gebracht, wobei in einem Fall das Opfer an den Kaiser als die weniger schwerwiegende Alternative zum Opfer an die Götter angeboten wird. Darüber hinaus wird in der Forschung nicht davon ausgegangen, dass normale Bürger an den Kulthandlungen teilnahmen, ausgenommen an etwaigen Festessen.

### Das Ende des Kaiserkults
Bereits um die Mitte des 3. Jahrhunderts wurden die Hinweise auf die stadtrömischen Priesterkollegien für die vergöttlichten Kaiser sehr viel seltener, was als Indiz für einen Bedeutungsverlust des Kultes für die herrscherliche Legitimation interpretiert wird. Nach dem Tod Diokletians leitete dann Konstantin eine religionspolitische Wende von großer Tragweite ein (so genannte konstantinische Wende) und stellte ab 312 das Christentum anderen Religionen gleich. In ihm sah er eine neue Grundlage für die religiöse Einung des Reiches und für die Legitimation der Alleinherrschaft, so dass er der Kirche nun weitgehende Privilegien gegenüber anderen Kulten, auch den bisherigen Staatsgöttern, einräumte und ihre innere Einheit aktiv vorantrieb. Allerdings gestattete Konstantin andererseits ausdrücklich den Kaiserkult ohne blutige Opfer. Er wurde zwar kurz vor seinem Tod getauft, danach aber dennoch offiziell zum divus erhoben. Seine bereits christlich erzogenen Söhne ließen die Apotheose ihres Vaters auf eigens geprägten Münzen feiern.
Seit der vollständigen Christianisierung des Reiches unter Theodosius (379–395) verschwand der Kaiserkult dann äußerlich, zuletzt wohl in Nordafrika, wo er sich bis weit ins 5. Jahrhundert hielt. Die Bildnisse der Kaiser wurden zwar weiterhin bekränzt und verehrt, doch war dies nun ein rein politischer Ausdruck von Loyalität. Traditionell wurden verstorbene Kaiser aber weiterhin als divus bezeichnet, um deutlich zu machen, dass ihre Nachfolger sie als legitime Herrscher anerkannten; dies ist noch für Anastasius (491–518) bezeugt.
Der Machtanspruch des Kaisers über die Religion blieb bis weit in das Mittelalter und die Neuzeit hinein bestehen. Aus dem divus wurde der Kaiser „von Gottes Gnaden“: Das Hofzeremoniell blieb bis in die Einzelheiten weitgehend dasselbe und wurde parallel auch vom Papsttum kopiert.